# Martin Laliberté
Martin Laliberté PME (ur. 13 grudnia 1964 w Charlesbourgu) – kanadyjski duchowny katolicki, biskup Trois-Rivières od 2022.

## Życiorys

### Prezbiterat
Święcenia kapłańskie przyjął 28 października 1995 w Zgromadzeniu Misji Zagranicznych Prowincji w Québec. Po święceniach przez kilka lat pracował w Brazylii. Po powrocie do kraju został dyrektorem centrum formacyjnego dla kandydatów na świeckich misjonarzy. W latach 2008–2013 był wikariuszem generalnym zgromadzenia, a w kolejnych latach był jego przełożonym generalnym.

### Episkopat
25 listopada 2019 papież Franciszek mianował go biskupem pomocniczym archidiecezji Quebecu oraz biskupem tytularnym Sertei. Sakry udzielił mu 29 grudnia 2019 kardynał Gérald Lacroix.
14 marca 2022 papież został mianowany biskupem diecezji Trois-Rivières.